# Sat.1 Comedy

Ehemaliges Logo

Sat.1 Comedy war ein kostenpflichtiger Fernsehsender der ProSiebenSat.1 Media AG, der vom 1. Juni 2006 bis 3. Mai 2012 ein digitales Programm sendete. Am 3. Mai 2012 um 20:15 Uhr wurde der Sender durch Sat.1 emotions ersetzt, inhaltlicher Nachfolger ist eher der am selben Tag gestartete Sender ProSieben FUN.
Das 24-Stunden-Programm umfasste eigenproduzierte und eingekaufte deutsch- und englischsprachige (wie zum Beispiel The Office) Comedyserien und -Filme.
Sat.1 Comedy war über die gebührenpflichtigen Programm-Bouquets von Sky (nur Sat), AustriaSAT, Kabel Deutschland, Unitymedia, Primacom und Kabel Baden-Württemberg sowie in den IPTV-Angeboten von Deutsche Telekom (Entertain), Vodafone, Alice Home TV von Telefónica Germany (früher Hansenet) und seit Mitte 2009 auch in der Schweiz via Cablecom Digital TV empfangbar.
Manche Kabelnetzbetreiber, beispielsweise Kabel & Medien Service in seinem Frankfurter Kabelnetz, speisten den Kanal zwar innerhalb des über Satellit verbreiteten Programmbouquets von ProSiebenSat.1 ein, boten ihn jedoch nicht in ihrem eigenen Pay-TV-Programm an. Da auch Sky diesen Kanal nur Satelliten-Abonnenten freischaltete, empfingen diese Haushalte zwar das verschlüsselte Signal, hatten jedoch keinerlei Möglichkeit, es entschlüsseln zu lassen.

## Fernsehprogramm

### Sitcoms
- Alles außer Liebe
- Benson
- Hope & Faith
- Die Jeffersons
- Mann muss nicht sein
- Ein Vater zuviel
- Die Welt und Andy Richter
- Wer ist hier der Boss?
- Will & Grace
- Roseanne
- Seinfeld
- Die Simpsons
- Sex and the City
- Little Britain
- Malcolm mittendrin
- Family Guy
- Adult Swim
- Keine Gnade für Dad
- Desperate Housewives
- Friends
- Frasier
- Blackadder
- Bill Cosby Show
- Becker

### Serien
- Bezaubernde Jeannie
- Charlie Chaplin Shorts
- Die Dreisten Drei
- Edel & Starck
- Frech wie Janine
- Hapes halbe Stunde
- Happy Friday
- headnut.tv
- König von Kreuzberg!
- Ladykracher
- Mensch Markus
- The Office, in Originalsprache
- Little Britain, in Originalsprache
- Quiz Taxi
- Sechserpack
- Switch
- Switch reloaded
- Die Simpsons
- Tramitz and Friends
- Was nicht passt, wird passend gemacht!
- Pastewka
- Stromberg
- Der kleine Mann
- Weibsbilder
- Das Büro, mit Ingolf Lück
- Spezialeinsatz

### Shows
- Clever! – Die Show, die Wissen schafft
- Die Harald Schmidt Show – Classics
- Bullyparade – Classics
- talk talk talk
- TV total
- Was guckst du?!
- Ströhleins Experten
- Comedy Factory

### Eigene Formate
- Poetry Comedy
- Slam Tour mit Kuttner
- Die Niels Ruf Show
- MyComedy Blog
- Lucky Lück
- Kookaburra – der Comedy Club
- Sat.1 Comedy on stage

Des Weiteren wurden auf Sat.1 Comedy aktuelle Spielfilme gezeigt. Außerdem wurden aus den USA eingekaufte Sendungen wie Andy Richter controls the Universe oder Hope & Faith gezeigt.